# Temporada da NFL de 2011
A Temporada de 2011 da NFL foi a 92ª temporada regular da National Football League, a principal liga profissional de futebol americano dos Estados Unidos. A temporada começou numa quinta-feira, em 8 de setembro de 2011 com a participação do Green Bay Packers, campeão do Super Bowl XLV. A temporada se encererou no Super Bowl XLVI, a grande final, em 5 de fevereiro de 2012 no Lucas Oil Stadium em Indianápolis, onde o New York Giants acabou derrotando o New England Patriots por 21 a 17, sagrando-se campeão pela segunda vez em quatro anos. A temporada rolou sobre o novo collective bargaining agreement (CBA), um acordo trabalhista firmado entre a National Football League Players Association (NFLPA - Associação de Jogadores da NFL) e os donos dos times da Liga. Esperava-se que se um novo acordo de trabalho não fosse assinado a tempo, iria acontecer um lockout, que poderia cancelar a temporada caso nenhuma das partes se entendesse. Mas em 25 de julho de 2011, ambos os lados chegaram a um consenso e o acordo foi fechado, possibilitando assim que a temporada transcorresse sem problemas.
Nesta temporada foram quebrados vários recordes passando a bola. Quatro das seis das melhores marcas de jardas totais numa temporada foram atingidas em 2011. Foram estas alcançadas pelos quarterbacks Drew Brees (5 476 jardas), Tom Brady (5 235 jardas), Matthew Stafford (5 038 jardas) e Eli Manning (4 933 jardas).
O ano serviu para sementar a reputação da NFL como uma liga onde passar a bola tornou-se mais importante ("passing league") devido ao fato de que, pelo segundo ano seguido, foi quebrado o recorde de jardas por jogo com 229,7.

## Disputas trabalhistas
Um lockout começou em 11 de março e só terminou em 14 de julho durante a offseason. Mas o único jogo cancelado foi o Pro Football Hall of Fame Game em 7 de agosto devido a falta de preparação dos times devido a greve.
Essa disputa trabalhista começou depois que os donos de times da NFL votaram em 2008 por unanimidade por não estender o Acordo Coletivo de Trabalho (CBA) com a Associação de Jogadores da NFL (NFLPA) após a temporada de 2010, depois de votar por sua extensão em 2006. Pouco antes do CBA expirar em 3 de março, tanto os jogadores e os donos dos times concordaram em estender as negociações. Contudo, as conversas fracassaram e em 11 de março de 2011, o sindicato dos jogadores se desfez, depois que um grupo de jogadores moveram uma ação legal contra a liga por violação das leis Antitruste. Em resposta a decertificação, a liga oficialmente decretou um lockout contra os jogadores.
Após uma série de batalhas na justiça para se provar a legalidade ou a ilegalidade do lockout, os donos da liga aprovaram um novo acordo em 21 de julho; a associação de jogadores aprovou também o novo CBA em 25 de julho, com os jogadores assinando para ratificar o acordo em 4 de agosto. O Comissário da NFL, Roger Goodell, e o Diretor Executivo da NFLPA , DeMaurice Smith, assinaram o acordo no dia seguinte, encerrando o lockout.

## Classificação
V = Vitórias, D = Derrotas, E = Empates, PCT = porcentagem de vitórias, PF= Pontos feitos, PS = Pontos sofridos
Classificados para os playoffs estão marcados em verde
| AFC Leste                |    |    |   |       |     |     |
| Time                     | V  | D  | E | PCT   | PF  | PS  |
| (1) New England Patriots | 13 | 3  | 0 | 81,3% | 513 | 342 |
| New York Jets            | 8  | 8  | 0 | 50%   | 377 | 363 |
| Miami Dolphins           | 6  | 10 | 0 | 37,5% | 329 | 313 |
| Buffalo Bills            | 6  | 10 | 0 | 37,5% | 372 | 434 |
| AFC Norte                |    |    |   |       |     |     |
| Time                     | V  | D  | E | PCT   | PF  | PS  |
| (2) Baltimore Ravens     | 12 | 4  | 0 | 75%   | 378 | 266 |
| (5) Pittsburgh Steelers  | 12 | 4  | 0 | 75%   | 325 | 227 |
| (6) Cincinnati Bengals   | 9  | 7  | 0 | 56,3% | 344 | 323 |
| Cleveland Browns         | 4  | 12 | 0 | 25%   | 218 | 307 |
| AFC Sul                  |    |    |   |       |     |     |
| Time                     | V  | D  | E | PCT   | PF  | PS  |
| (3) Houston Texans       | 10 | 6  | 0 | 62,5% | 381 | 278 |
| Tennessee Titans         | 9  | 7  | 0 | 56,3% | 325 | 317 |
| Jacksonville Jaguars     | 5  | 11 | 0 | 31,3% | 243 | 329 |
| Indianapolis Colts       | 2  | 14 | 0 | 12,5% | 243 | 430 |
| AFC Oeste                |    |    |   |       |     |     |
| Time                     | V  | D  | E | PCT   | PF  | PS  |
| (4) Denver Broncos       | 8  | 8  | 0 | 50%   | 309 | 390 |
| San Diego Chargers       | 8  | 8  | 0 | 50%   | 406 | 377 |
| Oakland Raiders          | 8  | 8  | 0 | 50%   | 359 | 433 |
| Kansas City Chiefs       | 7  | 9  | 0 | 43,8% | 212 | 338 |

| NFC Leste               |    |    |   |       |     |     |
| Time                    | V  | D  | E | PCT   | PF  | PS  |
| (4) New York Giants     | 9  | 7  | 0 | 56,3% | 394 | 400 |
| Philadelphia Eagles     | 8  | 8  | 0 | 50%   | 396 | 328 |
| Dallas Cowboys          | 8  | 8  | 0 | 50%   | 369 | 347 |
| Washington Redskins     | 5  | 11 | 0 | 31,3% | 288 | 367 |
| NFC Norte               |    |    |   |       |     |     |
| Time                    | V  | D  | E | PCT   | PF  | PS  |
| (1) Green Bay Packers   | 15 | 1  | 0 | 93,8% | 560 | 359 |
| (6) Detroit Lions       | 10 | 6  | 0 | 62,5% | 474 | 387 |
| Chicago Bears           | 8  | 8  | 0 | 50%   | 353 | 341 |
| Minnesota Vikings       | 3  | 13 | 0 | 18,8% | 340 | 449 |
| NFC Sul                 |    |    |   |       |     |     |
| Time                    | V  | D  | E | PCT   | PF  | PS  |
| (3) New Orleans Saints  | 13 | 3  | 0 | 81,3% | 547 | 339 |
| (5) Atlanta Falcons     | 10 | 6  | 0 | 62,5% | 402 | 350 |
| Carolina Panthers       | 6  | 10 | 0 | 37,5% | 406 | 429 |
| Tampa Bay Buccaneers    | 4  | 12 | 0 | 25%   | 287 | 494 |
| NFC Oeste               |    |    |   |       |     |     |
| Time                    | V  | D  | E | PCT   | PF  | PS  |
| (2) San Francisco 49ers | 13 | 3  | 0 | 81,3% | 380 | 229 |
| Arizona Cardinals       | 8  | 8  | 0 | 50%   | 312 | 348 |
| Seattle Seahawks        | 7  | 9  | 0 | 43,8% | 321 | 315 |
| St. Louis Rams          | 2  | 14 | 0 | 12,5% | 193 | 407 |

Desempates
- Miami terminou em terceiro lugar na AFC East a frente de Buffalo por ter sido vitorioso nos confrontos diretos.
- Baltimore conquistou o título da AFC North sobre Pittsburgh por ter sido vitorioso nos confrontos diretos.
- Denver conquistou o título da AFC West sobre San Diego e Oakland por ter um melhor retrospecto contra adversários em comum (5–5 contra 4–6 de San Diego e Oakland).
- San Diego terminou a frente de Oakland na AFC West por ter tido uma melhor campanha dentro da conferência (7–5 contra 6–6).
- Philadelphia terminou em segundo lugar a NFC East a frente de Dallas por ter sido vitorioso nos confrontos diretos.
- Cincinnati ficou com a sexta vaga na AFC ao invés de Tennessee por ter vencido o confronto direto.
- San Francisco ficou em segundo lugar na NFC ao invés de New Orleans por ter tido uma melhor campanha dentro da conferência (10–2 contra 9–3).
- Atlanta ficou em quinto lugar na NFC ao invés de Detroit por ter vencido o confronto direto.

## Jogos da temporada regular
| Semana 1               |        |                      |        |                                |
| Time visitante         | Pontos | Time da casa         | Pontos | Local do jogo                  |
| 8 de setembro de 2011  |        |                      |        |                                |
| New Orleans Saints     | 34     | Green Bay Packers    | 42     | Lambeau Field                  |
| 11 de setembro de 2011 |        |                      |        |                                |
| Atlanta Falcons        | 12     | Chicago Bears        | 30     | Soldier Field                  |
| Indianapolis Colts     | 7      | Houston Texans       | 34     | Reliant Stadium                |
| Buffalo Bills          | 41     | Kansas City Chiefs   | 7      | Arrowhead Stadium              |
| Cincinnati Bengals     | 27     | Cleveland Browns     | 17     | Cleveland Browns Stadium       |
| Pittsburgh Steelers    | 7      | Baltimore Ravens     | 35     | M&T Bank Stadium               |
| Philadelphia Eagles    | 31     | St. Louis Rams       | 13     | Edward Jones Dome              |
| Detroit Lions          | 27     | Tampa Bay Buccaneers | 20     | Raymond James Stadium          |
| Tennessee Titans       | 14     | Jacksonville Jaguars | 16     | Jacksonville Municipal Stadium |
| Minnesota Vikings      | 17     | San Diego Chargers   | 24     | Qualcomm Stadium               |
| Carolina Panthers      | 21     | Arizona Cardinals    | 28     | University of Phoenix Stadium  |
| New York Giants        | 14     | Washington Redskins  | 28     | FedExField                     |
| Seattle Seahawks       | 17     | San Francisco 49ers  | 33     | Candlestick Park               |
| Dallas Cowboys         | 24     | New York Jets        | 27     | MetLife Stadium                |
| 12 de setembro de 2011 |        |                      |        |                                |
| New England Patriots   | 38     | Miami Dolphins       | 24     | Sun Life Stadium               |
| Oakland Raiders        | 23     | Denver Broncos       | 20     | INVESCO Field at Mile High     |

| Semana 2               |        |                      |        |                                     |
| Time visitante         | Pontos | Time da casa         | Pontos | Local do jogo                       |
| 18 de setembro de 2011 |        |                      |        |                                     |
| Seattle Seahawks       | 0      | Pittsburgh Steelers  | 24     | Heinz Field                         |
| Oakland Raiders        | 35     | Buffalo Bills        | 38     | Ralph Wilson Stadium                |
| Arizona Cardinals      | 21     | Washington Redskins  | 22     | FedEx Field                         |
| Tampa Bay Buccaneers   | 24     | Minnesota Vikings    | 20     | Mall of America Field               |
| Jacksonville Jaguars   | 3      | New York Jets        | 32     | MetLife Stadium                     |
| Chicago Bears          | 13     | New Orleans Saints   | 30     | Mercedes-Benz Superdome             |
| Green Bay Packers      | 30     | Carolina Panthers    | 23     | Bank of America Stadium             |
| Baltimore Ravens       | 13     | Tennessee Titans     | 26     | LP Field                            |
| Kansas City Chiefs     | 3      | Detroit Lions        | 48     | Ford Field                          |
| Cleveland Browns       | 27     | Indianapolis Colts   | 19     | Lucas Oil Stadium                   |
| Dallas Cowboys         | 27     | San Francisco 49ers  | 24     | Candlestick Park                    |
| Cincinnati Bengals     | 22     | Denver Broncos       | 24     | Sports Authority Field at Mile High |
| San Diego Chargers     | 21     | New England Patriots | 35     | Gillette Stadium                    |
| Houston Texans         | 23     | Miami Dolphins       | 13     | Sun Life Stadium                    |
| Philadelphia Eagles    | 31     | Atlanta Falcons      | 35     | Georgia Dome                        |
| 19 de setembro de 2011 |        |                      |        |                                     |
| St. Louis Rams         | 16     | New York Giants      | 28     | MetLife Stadium                     |

| Semana 3               |        |                      |        |                          |
| Time visitante         | Pontos | Time da casa         | Pontos | Local do jogo            |
| 25 de setembro de 2011 |        |                      |        |                          |
| Denver Broncos         | 14     | Tennessee Titans     | 17     | LP Field                 |
| New York Giants        | 29     | Philadelphia Eagles  | 16     | Lincoln Financial Field  |
| New England Patriots   | 31     | Buffalo Bills        | 34     | Ralph Wilson Stadium     |
| Detroit Lions          | 26     | Minnesota Vikings    | 23     | Mall of America Field    |
| Miami Dolphins         | 16     | Cleveland Browns     | 17     | Cleveland Browns Stadium |
| Houston Texans         | 33     | New Orleans Saints   | 40     | Mercedes-Benz Superdome  |
| San Francisco 49ers    | 13     | Cincinnati Bengals   | 8      | Paul Brown Stadium       |
| Jacksonville Jaguars   | 10     | Carolina Panthers    | 16     | Bank of America Stadium  |
| Baltimore Ravens       | 37     | St. Louis Rams       | 7      | Edward Jones Dome        |
| New York Jets          | 24     | Oakland Raiders      | 34     | McAfee Coliseum          |
| Kansas City Chiefs     | 17     | San Diego Chargers   | 20     | Qualcomm Stadium         |
| Green Bay Packers      | 27     | Chicago Bears        | 17     | Soldier Field            |
| Atlanta Falcons        | 13     | Tampa Bay Buccaneers | 16     | Raymond James Stadium    |
| Arizona Cardinals      | 10     | Seattle Seahawks     | 13     | CenturyLink Field        |
| Pittsburgh Steelers    | 23     | Indianapolis Colts   | 20     | Lucas Oil Stadium        |
| 26 de setembro de 2011 |        |                      |        |                          |
| Washington Redskins    | 16     | Dallas Cowboys       | 18     | Cowboys Stadium          |

| Semana 4             |        |                      |        |                                |
| Time visitante       | Pontos | Time da casa         | Pontos | Local do jogo                  |
| 2 de outubro de 2011 |        |                      |        |                                |
| Washington Redskins  | 17     | St. Louis Rams       | 10     | Edward Jones Dome              |
| New Orleans Saints   | 23     | Jacksonville Jaguars | 10     | Jacksonville Municipal Stadium |
| Buffalo Bills        | 20     | Cincinnati Bengals   | 23     | Paul Brown Stadium             |
| San Francisco 49ers  | 24     | Philadelphia Eagles  | 23     | Lincoln Financial Field        |
| Tennessee Titans     | 31     | Cleveland Browns     | 13     | Cleveland Browns Stadium       |
| Detroit Lions        | 34     | Dallas Cowboys       | 30     | Cowboys Stadium                |
| Carolina Panthers    | 29     | Chicago Bears        | 34     | Soldier Field                  |
| Pittsburgh Steelers  | 10     | Houston Texans       | 17     | Reliant Stadium                |
| Minnesota Vikings    | 17     | Kansas City Chiefs   | 22     | Arrowhead Stadium              |
| Atlanta Falcons      | 30     | Seattle Seahawks     | 28     | CenturyLink Field              |
| New York Giants      | 31     | Arizona Cardinals    | 27     | University of Phoenix Stadium  |
| New England Patriots | 31     | Oakland Raiders      | 19     | McAfee Coliseum                |
| Denver Broncos       | 23     | Green Bay Packers    | 49     | Lambeau Field                  |
| Miami Dolphins       | 16     | San Diego Chargers   | 26     | Qualcomm Stadium               |
| New York Jets        | 17     | Baltimore Ravens     | 34     | M&T Bank Stadium               |
| 3 de outubro de 2011 |        |                      |        |                                |
| Indianapolis Colts   | 17     | Tampa Bay Buccaneers | 24     | Raymond James Stadium          |

| Semana 5                                                       |        |                      |        |                                |
| Time visitante                                                 | Pontos | Time da casa         | Pontos | Local do jogo                  |
| 9 de outubro de 2011                                           |        |                      |        |                                |
| Kansas City Chiefs                                             | 28     | Indianapolis Colts   | 24     | Lucas Oil Stadium              |
| Tennessee Titans                                               | 17     | Pittsburgh Steelers  | 38     | Heinz Field                    |
| Seattle Seahawks                                               | 36     | New York Giants      | 25     | MetLife Stadium                |
| Philadelphia Eagles                                            | 24     | Buffalo Bills        | 31     | Ralph Wilson Stadium           |
| New Orleans Saints                                             | 30     | Carolina Panthers    | 27     | Bank of America Stadium        |
| Oakland Raiders                                                | 25     | Houston Texans       | 20     | Reliant Stadium                |
| Arizona Cardinals                                              | 10     | Minnesota Vikings    | 34     | Hubert H. Humphrey Metrodome   |
| Cincinnati Bengals                                             | 30     | Jacksonville Jaguars | 20     | Jacksonville Municipal Stadium |
| Tampa Bay Buccaneers                                           | 3      | San Francisco 49ers  | 48     | Candlestick Park               |
| New York Jets                                                  | 20     | New England Patriots | 30     | Gillette Stadium               |
| San Diego Chargers                                             | 29     | Denver Broncos       | 24     | INVESCO Field at Mile High     |
| Green Bay Packers                                              | 25     | Atlanta Falcons      | 14     | Georgia Dome                   |
| 10 de outubro de 2011                                          |        |                      |        |                                |
| Chicago Bears                                                  | 13     | Detroit Lions        | 24     | Ford Field                     |
| Não jogaram: Ravens, Browns, Cowboys, Dolphins, Rams, Redskins |        |                      |        |                                |

| Semana 6                                                            |        |                      |        |                         |
| Time visitante                                                      | Pontos | Time da casa         | Pontos | Local do jogo           |
| 16 de outubro de 2011                                               |        |                      |        |                         |
| Jacksonville Jaguars                                                | 13     | Pittsburgh Steelers  | 17     | Heinz Field             |
| Philadelphia Eagles                                                 | 20     | Washington Redskins  | 13     | FedEx Field             |
| Carolina Panthers                                                   | 17     | Atlanta Falcons      | 31     | Georgia Dome            |
| Buffalo Bills                                                       | 24     | New York Giants      | 27     | MetLife Stadium         |
| St. Louis Rams                                                      | 3      | Green Bay Packers    | 24     | Bank of America Stadium |
| San Francisco 49ers                                                 | 25     | Detroit Lions        | 19     | Ford Field              |
| Indianapolis Colts                                                  | 17     | Cincinnati Bengals   | 27     | Paul Brown Stadium      |
| Cleveland Browns                                                    | 17     | Oakland Raiders      | 24     | McAfee Coliseum         |
| Houston Texans                                                      | 14     | Baltimore Ravens     | 29     | M&T Bank Stadium        |
| Dallas Cowboys                                                      | 16     | New England Patriots | 20     | Gillette Stadium        |
| New Orleans Saints                                                  | 20     | Tampa Bay Buccaneers | 26     | Raymond James Stadium   |
| Minnesota Vikings                                                   | 10     | Chicago Bears        | 39     | Soldier Field           |
| 17 de outubro de 2011                                               |        |                      |        |                         |
| Miami Dolphins                                                      | 6      | New York Jets        | 24     | MetLife Stadium         |
| Não jogaram: Cardinals, Broncos, Chiefs, Chargers, Seahawks, Titans |        |                      |        |                         |

| Semana 7                                                     |        |                      |        |                                |
| Time visitante                                               | Pontos | Time da casa         | Pontos | Local do jogo                  |
| 23 de outubro de 2011                                        |        |                      |        |                                |
| Denver Broncos                                               | 18     | Miami Dolphins       | 15     | Sun Life Stadium               |
| Houston Texans                                               | 41     | Tennessee Titans     | 7      | LP Field                       |
| Washington Redskins                                          | 20     | Carolina Panthers    | 33     | Bank of America Stadium        |
| Chicago Bears                                                | 24     | Tampa Bay Buccaneers | 18     | Raymond James Stadium          |
| Seattle Seahawks                                             | 3      | Cleveland Browns     | 6      | Cleveland Browns Stadium       |
| Atlanta Falcons                                              | 23     | Detroit Lions        | 16     | Ford Field                     |
| San Diego Chargers                                           | 21     | New York Jets        | 27     | MetLife Stadium                |
| Pittsburgh Steelers                                          | 32     | Arizona Cardinals    | 20     | University of Phoenix Stadium  |
| Kansas City Chiefs                                           | 28     | Oakland Raiders      | 0      | McAfee Coliseum                |
| Green Bay Packers                                            | 33     | Minnesota Vikings    | 27     | Hubert H. Humphrey Metrodome   |
| St. Louis Rams                                               | 7      | Dallas Cowboys       | 34     | Cowboys Stadium                |
| Indianapolis Colts                                           | 7      | New Orleans Saints   | 62     | Louisiana Superdome            |
| 24 de outubro de 2011                                        |        |                      |        |                                |
| Baltimore Ravens                                             | 7      | Jacksonville Jaguars | 12     | Jacksonville Municipal Stadium |
| Não jogaram: Bills, Bengals, Patriots, Giants, Eagles, 49ers |        |                      |        |                                |

| Semana 8                                                        |        |                     |        |                            |
| Time visitante                                                  | Pontos | Time da casa        | Pontos | Local do jogo              |
| 30 de outubro de 2011                                           |        |                     |        |                            |
| Indianapolis Colts                                              | 10     | Tennessee Titans    | 27     | LP Field                   |
| Miami Dolphins                                                  | 17     | New York Giants     | 20     | MetLife Stadium            |
| Jacksonville Jaguars                                            | 14     | Houston Texans      | 24     | Reliant Stadium            |
| New Orleans Saints                                              | 21     | St. Louis Rams      | 31     | Edward Jones Dome          |
| Arizona Cardinals                                               | 27     | Baltimore Ravens    | 30     | M&T Bank Stadium           |
| Minnesota Vikings                                               | 24     | Carolina Panthers   | 21     | Bank of America Stadium    |
| Detroit Lions                                                   | 45     | Denver Broncos      | 10     | INVESCO Field at Mile High |
| Washington Redskins                                             | 0      | Buffalo Bills       | 23     | Rogers Centre              |
| New England Patriots                                            | 17     | Pittsburgh Steelers | 25     | Heinz Field                |
| Cleveland Browns                                                | 10     | San Francisco 49ers | 20     | Candlestick Park           |
| Cincinnati Bengals                                              | 34     | Seattle Seahawks    | 12     | Qwest Field                |
| Dallas Cowboys                                                  | 7      | Philadelphia Eagles | 34     | Lincoln Financial Field    |
| 31 de outubro de 2011                                           |        |                     |        |                            |
| San Diego Chargers                                              | 20     | Kansas City Chiefs  | 23     | Arrowhead Stadium          |
| Não jogaram: Falcons, Bears, Packers, Jets, Raiders, Buccaneers |        |                     |        |                            |

| Semana 9                                       |        |                      |        |                               |
| Time visitante                                 | Pontos | Time da casa         | Pontos | Local do jogo                 |
| 6 de novembro de 2011                          |        |                      |        |                               |
| Seattle Seahawks                               | 13     | Dallas Cowboys       | 23     | Cowboys Stadium               |
| Cleveland Browns                               | 12     | Houston Texans       | 30     | Reliant Stadium               |
| Atlanta Falcons                                | 31     | Indianapolis Colts   | 7      | Lucas Oil Stadium             |
| Tampa Bay Buccaneers                           | 16     | New Orleans Saints   | 27     | Louisiana Superdome           |
| Miami Dolphins                                 | 31     | Kansas City Chiefs   | 3      | Arrowhead Stadium             |
| San Francisco 49ers                            | 19     | Washington Redskins  | 11     | FedEx Field                   |
| New York Jets                                  | 27     | Buffalo Bills        | 11     | Ralph Wilson Stadium          |
| Denver Broncos                                 | 38     | Oakland Raiders      | 24     | McAfee Coliseum               |
| Cincinnati Bengals                             | 24     | Tennessee Titans     | 17     | LP Field                      |
| Green Bay Packers                              | 45     | San Diego Chargers   | 38     | Qualcomm Stadium              |
| St. Louis Rams                                 | 13     | Arizona Cardinals    | 19     | University of Phoenix Stadium |
| New York Giants                                | 24     | New England Patriots | 20     | Gillette Stadium              |
| Baltimore Ravens                               | 23     | Pittsburgh Steelers  | 20     | Heinz Field                   |
| 7 de novembro de 2011                          |        |                      |        |                               |
| Chicago Bears                                  | 24     | Philadelphia Eagles  | 30     | Lincoln Financial Field       |
| Não jogaram: Panthers, Lions, Jaguars, Vikings |        |                      |        |                               |

| Semana 10              |        |                      |        |                          |
| Time visitante         | Pontos | Time da casa         | Pontos | Local do jogo            |
| 10 de novembro de 2011 |        |                      |        |                          |
| Oakland Raiders        | 24     | San Diego Chargers   | 17     | Qualcomm Stadium         |
| 13 de novembro de 2011 |        |                      |        |                          |
| Buffalo Bills          | 7      | Dallas Cowboys       | 44     | Cowboys Stadium          |
| Tennessee Titans       | 30     | Carolina Panthers    | 3      | Bank of America Stadium  |
| Houston Texans         | 37     | Tampa Bay Buccaneers | 9      | Raymond James Stadium    |
| New Orleans Saints     | 26     | Atlanta Falcons      | 23     | Georgia Dome             |
| St. Louis Rams         | 13     | Cleveland Browns     | 12     | Cleveland Browns Stadium |
| Washington Redskins    | 9      | Miami Dolphins       | 20     | Sun Life Stadium         |
| Pittsburgh Steelers    | 24     | Cincinnati Bengals   | 17     | Paul Brown Stadium       |
| Jacksonville Jaguars   | 17     | Indianapolis Colts   | 3      | Lucas Oil Stadium        |
| Denver Broncos         | 17     | Kansas City Chiefs   | 10     | Arrowhead Stadium        |
| Arizona Cardinals      | 21     | Philadelphia Eagles  | 17     | Lincoln Financial Field  |
| Baltimore Ravens       | 17     | Seattle Seahawks     | 22     | CenturyLink Field        |
| Detroit Lions          | 13     | Chicago Bears        | 37     | Soldier Field            |
| New York Giants        | 20     | San Francisco 49ers  | 27     | Candlestick Park         |
| New England Patriots   | 37     | New York Jets        | 16     | MetLife Stadium          |
| 14 de novembro de 2011 |        |                      |        |                          |
| Minnesota Vikings      | 7      | Green Bay Packers    | 45     | Lambeau Field            |

| Semana 11                                    |        |                      |        |                              |
| Time visitante                               | Pontos | Time da casa         | Pontos | Local do jogo                |
| 17 de novembro de 2011                       |        |                      |        |                              |
| New York Jets                                | 13     | Denver Broncos       | 17     | INVESCO Field at Mile High   |
| 20 de novembro de 2011                       |        |                      |        |                              |
| Buffalo Bills                                | 8      | Miami Dolphins       | 35     | Sun Life Stadium             |
| Tampa Bay Buccaneers                         | 26     | Green Bay Packers    | 35     | Lambeau Field                |
| Oakland Raiders                              | 27     | Minnesota Vikings    | 21     | Hubert H. Humphrey Metrodome |
| Jacksonville Jaguars                         | 10     | Cleveland Browns     | 14     | Cleveland Browns Stadium     |
| Dallas Cowboys                               | 27     | Washington Redskins  | 24     | FedEx Field                  |
| Carolina Panthers                            | 35     | Detroit Lions        | 49     | Ford Field                   |
| Cincinnati Bengals                           | 24     | Baltimore Ravens     | 31     | M&T Bank Stadium             |
| Seattle Seahawks                             | 24     | St. Louis Rams       | 7      | Edward Jones Dome            |
| Arizona Cardinals                            | 7      | San Francisco 49ers  | 23     | Candlestick Park             |
| Tennessee Titans                             | 17     | Atlanta Falcons      | 23     | Georgia Dome                 |
| San Diego Chargers                           | 20     | Chicago Bears        | 31     | Soldier Field                |
| Philadelphia Eagles                          | 17     | New York Giants      | 10     | MetLife Stadium              |
| 21 de novembro de 2011                       |        |                      |        |                              |
| Kansas City Chiefs                           | 3      | New England Patriots | 34     | Gillette Stadium             |
| Não jogaram: Texans, Colts, Saints, Steelers |        |                      |        |                              |

| Semana 12              |        |                      |        |                                |
| Time visitante         | Pontos | Time da casa         | Pontos | Local do jogo                  |
| 24 de novembro de 2011 |        |                      |        |                                |
| Green Bay Packers      | 27     | Detroit Lions        | 15     | Ford Field                     |
| Miami Dolphins         | 19     | Dallas Cowboys       | 20     | Cowboys Stadium                |
| San Francisco 49ers    | 6      | Baltimore Ravens     | 16     | M&T Bank Stadium               |
| 27 de novembro de 2011 |        |                      |        |                                |
| Arizona Cardinals      | 23     | St. Louis Rams       | 20     | Edward Jones Dome              |
| Buffalo Bills          | 24     | New York Jets        | 28     | MetLife Stadium                |
| Houston Texans         | 20     | Jacksonville Jaguars | 13     | Jacksonville Municipal Stadium |
| Minnesota Vikings      | 14     | Atlanta Falcons      | 24     | Georgia Dome                   |
| Cleveland Browns       | 20     | Cincinnati Bengals   | 23     | Paul Brown Stadium             |
| Carolina Panthers      | 27     | Indianapolis Colts   | 19     | Lucas Oil Stadium              |
| Tampa Bay Buccaneers   | 17     | Tennessee Titans     | 23     | LP Field                       |
| Washington Redskins    | 23     | Seattle Seahawks     | 17     | CenturyLink Field              |
| Chicago Bears          | 20     | Oakland Raiders      | 25     | McAfee Coliseum                |
| New England Patriots   | 38     | Philadelphia Eagles  | 20     | Lincoln Financial Field        |
| Denver Broncos         | 16     | San Diego Chargers   | 13     | Qualcomm Stadium               |
| Pittsburgh Steelers    | 13     | Kansas City Chiefs   | 9      | Arrowhead Stadium              |
| 28 de novembro de 2011 |        |                      |        |                                |
| New York Giants        | 24     | New Orleans Saints   | 49     | Mercedes-Benz Superdome        |

| Semana 13             |        |                      |        |                                |
| Time visitante        | Pontos | Time da casa         | Pontos | Local do jogo                  |
| 1 de dezembro de 2011 |        |                      |        |                                |
| Philadelphia Eagles   | 14     | Seattle Seahawks     | 31     | CenturyLink Field              |
| 4 de dezembro de 2011 |        |                      |        |                                |
| Kansas City Chiefs    | 10     | Chicago Bears        | 3      | Soldier Field                  |
| Tennessee Titans      | 23     | Buffalo Bills        | 17     | Ralph Wilson Stadium           |
| Carolina Panthers     | 38     | Tampa Bay Buccaneers | 19     | Raymond James Stadium          |
| Atlanta Falcons       | 10     | Houston Texans       | 17     | Reliant Stadium                |
| Indianapolis Colts    | 24     | New England Patriots | 31     | Gillette Stadium               |
| Denver Broncos        | 35     | Minnesota Vikings    | 32     | Hubert H. Humphrey Metrodome   |
| Oakland Raiders       | 14     | Miami Dolphins       | 34     | Sun Life Stadium               |
| Cincinnati Bengals    | 7      | Pittsburgh Steelers  | 35     | Heinz Field                    |
| New York Jets         | 34     | Washington Redskins  | 19     | FedEx Field                    |
| Baltimore Ravens      | 24     | Cleveland Browns     | 10     | Cleveland Browns Stadium       |
| Green Bay Packers     | 38     | New York Giants      | 35     | MetLife Stadium                |
| Dallas Cowboys        | 13     | Arizona Cardinals    | 19     | University of Phoenix Stadium  |
| St. Louis Rams        | 0      | San Francisco 49ers  | 26     | Candlestick Park               |
| Detroit Lions         | 17     | New Orleans Saints   | 31     | Mercedes-Benz Superdome        |
| 5 de dezembro de 2011 |        |                      |        |                                |
| San Diego Chargers    | 38     | Jacksonville Jaguars | 14     | Jacksonville Municipal Stadium |

| Semana 14              |        |                      |        |                                |
| Time visitante         | Pontos | Time da casa         | Pontos | Local do jogo                  |
| 8 de dezembro de 2011  |        |                      |        |                                |
| Cleveland Browns       | 3      | Pittsburgh Steelers  | 14     | Heinz Field                    |
| 11 de dezembro de 2011 |        |                      |        |                                |
| New England Patriots   | 34     | Washington Redskins  | 27     | FedEx Field                    |
| Kansas City Chiefs     | 10     | New York Jets        | 37     | MetLife Stadium                |
| Indianapolis Colts     | 10     | Baltimore Ravens     | 24     | M&T Bank Stadium               |
| Atlanta Falcons        | 31     | Carolina Panthers    | 23     | Bank of America Stadium        |
| Tampa Bay Buccaneers   | 14     | Jacksonville Jaguars | 41     | Jacksonville Municipal Stadium |
| New Orleans Saints     | 22     | Tennessee Titans     | 17     | LP Field                       |
| Philadelphia Eagles    | 26     | Miami Dolphins       | 10     | Sun Life Stadium               |
| Minnesota Vikings      | 28     | Detroit Lions        | 34     | Ford Field                     |
| Houston Texans         | 20     | Cincinnati Bengals   | 19     | Paul Brown Stadium             |
| San Francisco 49ers    | 19     | Arizona Cardinals    | 21     | University of Phoenix Stadium  |
| Chicago Bears          | 10     | Denver Broncos       | 13     | INVESCO Field at Mile High     |
| Oakland Raiders        | 16     | Green Bay Packers    | 46     | Lambeau Field                  |
| Buffalo Bills          | 10     | San Diego Chargers   | 37     | Qualcomm Stadium               |
| New York Giants        | 37     | Dallas Cowboys       | 34     | Cowboys Stadium                |
| 12 de dezembro de 2011 |        |                      |        |                                |
| St. Louis Rams         | 13     | Seattle Seahawks     | 30     | CenturyLink Field              |

| Semana 15              |        |                      |        |                               |
| Time visitante         | Pontos | Time da casa         | Pontos | Local do jogo                 |
| 15 de dezembro de 2011 |        |                      |        |                               |
| Jacksonville Jaguars   | 14     | Atlanta Falcons      | 41     | Georgia Dome                  |
| 17 de dezembro de 2011 |        |                      |        |                               |
| Dallas Cowboys         | 31     | Tampa Bay Buccaneers | 15     | Raymond James Stadium         |
| 18 de dezembro de 2011 |        |                      |        |                               |
| Cincinnati Bengals     | 20     | St. Louis Rams       | 13     | Edward Jones Dome             |
| Carolina Panthers      | 28     | Houston Texans       | 13     | Reliant Stadium               |
| Washington Redskins    | 23     | New York Giants      | 10     | MetLife Stadium               |
| Tennessee Titans       | 13     | Indianapolis Colts   | 27     | Lucas Oil Stadium             |
| New Orleans Saints     | 42     | Minnesota Vikings    | 20     | Hubert H. Humphrey Metrodome  |
| Arizona Cardinals      | 12     | Carolina Panthers    | 19     | Bank of America Stadium       |
| Miami Dolphins         | 30     | Buffalo Bills        | 23     | Ralph Wilson Stadium          |
| Green Bay Packers      | 14     | Kansas City Chiefs   | 19     | Arrowhead Stadium             |
| Seattle Seahawks       | 38     | Chicago Bears        | 14     | Soldier Field                 |
| Detroit Lions          | 28     | Oakland Raiders      | 27     | McAfee Coliseum               |
| New England Patriots   | 41     | Denver Broncos       | 23     | INVESCO Field at Mile High    |
| New York Jets          | 19     | Philadelphia Eagles  | 45     | Lincoln Financial Field       |
| Cleveland Browns       | 17     | Arizona Cardinals    | 20     | University of Phoenix Stadium |
| Baltimore Ravens       | 14     | San Diego Chargers   | 34     | Qualcomm Stadium              |
| 19 de dezembro de 2011 |        |                      |        |                               |
| Pittsburgh Steelers    | 3      | San Francisco 49ers  | 20     | Candlestick Park              |

| Semana 16              |        |                      |        |                         |
| Time visitante         | Pontos | Time da casa         | Pontos | Local do jogo           |
| 22 de dezembro de 2011 |        |                      |        |                         |
| Houston Texans         | 16     | Indianapolis Colts   | 19     | Lucas Oil Stadium       |
| 24 de dezembro de 2011 |        |                      |        |                         |
| Denver Broncos         | 14     | Buffalo Bills        | 40     | Ralph Wilson Stadium    |
| Miami Dolphins         | 24     | New England Patriots | 27     | Gillette Stadium        |
| Cleveland Browns       | 14     | Baltimore Ravens     | 20     | M&T Bank Stadium        |
| Jacksonville Jaguars   | 17     | Tennessee Titans     | 23     | LP Field                |
| Oakland Raiders        | 16     | Kansas City Chiefs   | 13     | Arrowhead Stadium       |
| New York Giants        | 29     | New York Jets        | 14     | MetLife Stadium         |
| Minnesota Vikings      | 33     | Washington Redskins  | 26     | FedEx Field             |
| Tampa Bay Buccaneers   | 16     | Carolina Panthers    | 48     | Bank of America Stadium |
| Arizona Cardinals      | 16     | Cincinnati Bengals   | 23     | Paul Brown Stadium      |
| St. Louis Rams         | 0      | Pittsburgh Steelers  | 27     | Heinz Field             |
| San Diego Chargers     | 10     | Detroit Lions        | 38     | Ford Field              |
| Philadelphia Eagles    | 20     | Dallas Cowboys       | 7      | Cowboys Stadium         |
| San Francisco 49ers    | 19     | Seattle Seahawks     | 17     | CenturyLink Field       |
| Chicago Bears          | 21     | Green Bay Packers    | 35     | Lambeau Field           |
| 26 de dezembro de 2011 |        |                      |        |                         |
| Atlanta Falcons        | 16     | New Orleans Saints   | 45     | Mercedes-Benz Superdome |

| Semana 17            |        |                      |        |                                |
| Time visitante       | Pontos | Time da casa         | Pontos | Local do jogo                  |
| 1 de janeiro de 2012 |        |                      |        |                                |
| Detroit Lions        | 41     | Green Bay Packers    | 45     | Lambeau Field                  |
| Washington Redskins  | 10     | Philadelphia Eagles  | 34     | Lincoln Financial Field        |
| Tennessee Titans     | 23     | Houston Texans       | 22     | Reliant Stadium                |
| Indianapolis Colts   | 41     | Jacksonville Jaguars | 9      | Jacksonville Municipal Stadium |
| Carolina Panthers    | 17     | New Orleans Saints   | 45     | Mercedes-Benz Superdome        |
| San Francisco 49ers  | 34     | St. Louis Rams       | 27     | Edward Jones Dome              |
| Chicago Bears        | 17     | Minnesota Vikings    | 13     | Hubert H. Humphrey Metrodome   |
| Buffalo Bills        | 21     | New England Patriots | 49     | Gillette Stadium               |
| New York Jets        | 17     | Miami Dolphins       | 19     | Sun Life Stadium               |
| San Diego Chargers   | 38     | Oakland Raiders      | 26     | McAfee Coliseum                |
| Seattle Seahawks     | 20     | Arizona Cardinals    | 23     | University of Phoenix Stadium  |
| Tampa Bay Buccaneers | 24     | Atlanta Falcons      | 45     | Georgia Dome                   |
| Pittsburgh Steelers  | 13     | Cleveland Browns     | 9      | Cleveland Browns Stadium       |
| Kansas City Chiefs   | 7      | Denver Broncos       | 3      | Invesco Field at Mile High     |
| Baltimore Ravens     | 24     | Cincinnati Bengals   | 16     | Paul Brown Stadium             |
| Dallas Cowboys       | 14     | New York Giants      | 31     | MetLife Stadium                |

## Recordes e marcas históricas
- Mais jogos de abertura de temporada (Kickoff Game) por um único time: 42, Green Bay (vs. New Orleans, 8 de setembro de 2011)
- Mais pontos num jogo de abertura da NFL: 76, Green Bay (42) e New Orleans (34) — 8 de setembro de 2011
- Retorno de chute mais longo (empatado): 108 jardas, Randall Cobb (Green Bay vs. New Orleans — 8 de setembro de 2011)
- Field goal mais longo (empatado): 63 jardas, Sebastian Janikowski (Oakland vs. Denver — 12 de setembro de 2011)[18]
- Maior número de jardas passando a bola somadas em um único jogo, quebrado duas vezes:
  - 933, Tom Brady (New England, 517) e Chad Henne (Miami, 416) — 12 de setembro de 2011[18]
  - 1 000, Matthew Stafford (Detroit, 520) e Matt Flynn (Green Bay, 480) — 1 de janeiro de 2012
- Maior número de jardas lançadas por um quarterback novato em seu primeiro jogo: 422, Cam Newton (Carolina vs. Arizona)[19]
- Maior número de jardas por um calouro numa temporada: 4 051, Cam Newton, Carolina
- Maior número de jardas lançadas por um quarterback nos primeiros dois jogos do ano, quebrado duas vezes:
  - 854 jardas, Cam Newton (18 de setembro de 2011), Carolina, que é recorde para um novato[20]
  - 940 jardas, Tom Brady (17 de setembro de 2011), New England Patriots[20]
- Maior número de drives no segundo tempo que terminou em touchdown: 5, Buffalo (vs. Oakland, 18 de setembro de 2011)[21]
- Maior diferença de pontos antes de uma virada em jogos consecutivos, era moderna, quebrado duas vezes:
  - 18, Buffalo (18 vs. Oakland, 21 vs. New England)[22]
  - 20, Detroit (20 vs. Minnesota, 24 vs. Dallas)
- Maior quantidade de field goals de 50 ou mais jardas, em um único jogo (empatado): 3, Sebastian Janikowski, Oakland (54, 55 e 50; vs. Houston, (9 de outubro de 2011)[23]
- Maior retorno de punt para touchdown que venceu um jogo na prorrogação: 99 jardas (Patrick Peterson, Arizona vs. St. Louis, 6 de novembro de 2011)[24]
- Maior número de punts retornados para touchdown numa temporada (empatado): 4 (Patrick Peterson, Arizona)
- Maior número de field goals numa temporada: 44, David Akers, San Francisco
- Maior número de touchdowns terrestres por um quarterback em uma temporada: 14, Cam Newton, Carolina
- Maior número de jardas aéreas numa temporada: 5 476, Drew Brees, New Orleans.[25] Tom Brady, do New England, é o terceiro QB a alcançar a marca de 5 mil jardas numa temporada: 5 235.[26]
- O Saints de 2011 quebrou vários recordes ofensivos nesta temporada:[27]
  - Maior quantidade de jardas ofensivas numa temporada: 7 474
  - Maior quantidade de jardas aéreas numa temporada: 5 347
  - Maior quantidade de passes completados: 468
  - Mais alto percentual de acerto nos passes (time) numa temporada: 71,3%
  - Menor quantidade de fumbles numa temporada: 6
  - Maior quantidade de first downs numa temporada: 416
- Maior quantidade de jardas totais: 2 969, Darren Sproles, New Orleans
- Maior quantidade de jardas recebidas por um tight end numa temporada, quebrado duas vezes:
  - 1 310, (Jimmy Graham, New Orleans vs. Panthers)
  - 1 327, (Rob Gronkowski, New England vs. Bills)
- Maior quantidade de jogos com 300 ou mais jardas terrestres, temporada: 13, Drew Brees, New Orleans
- Maior quantidade de jogos consecutivos com 300 ou mais jardas: 7, Drew Brees, New Orleans
- Maior quantidade de Punts retornados para touchdown, carreira: 12, Devin Hester, Chicago
- Maior quantidade de jogos com um passer rating superior a 100, temporada: 12, Aaron Rodgers, Green Bay
- Melhor rating de um quarterback, temporada: 122.5, Aaron Rodgers, Green Bay
- Maior quantidade de field goals de 50 ou mais jardas, temporada, todos os times: 90
- Melhor percentual de acerto nos passes (individual), temporada: 71,2%, Drew Brees, New Orleans
- Passe completado mais longo (empatado): 99 jardas, Eli Manning, New York Giants (vs. New York Jets, 24 de dezembro de 2011)

## Pós-temporada
Os playoffs da temproada de 2011–12 da NFL começou em 7 de janeiro de 2012 e terminaou no Super Bowl XLVI em 5 de fevereiro no Lucas Oil Stadium em Indianápolis, Indiana e terminou com a vitória do New York Giants (NFC) sobre o New England Patriots (AFC) por 21 a 17.
Este playoff contou com a regra de prorrogação (overtime, OT) modificada, apesar de nenhum jogo da temporada anterior ter terminado no tempo extra. Nestas regras, ao invés de "morte súbita", o jogo não termina quando o time que venceu no cara ou coroa marca um field goal na primeira posse de bola (mas o jogo termina se marcar um touchdown na primeira posse). Ao invés disso, o outro time vai receber a bola para tentar marcar pontos. Se o perdedor do cara ou coroa marcar um touchdown, é declarado vencedor. Se o placar permanecer empatado depois que os dois times terem tido pelo menos uma posse de bola, neste caso volta a ser morte súbita.
O Houston Texans e Detroit Lions quebraram duas das três maiores sequências de times da NFL ao se classificarem para os playoffs pela primeira vez em uma década. Esta será a primeira aparição do Texans na pós-temporada em sua história e para os Lions é a primeira vez desde 1999. O Buffalo Bills, que não conseguiu classificação nos últimos 15 anos, é o único time da NFL a não ir para os playoffs no século XXI.
| Tabela dos Playoffs |                                                 |                                                |
| Posição             | AFC                                             | NFC                                            |
| 1                   | New England Patriots (Vencedor da divisão East) | Green Bay Packers (Vencedor da divisão North)  |
| 2                   | Baltimore Ravens (Vencedor da divisão North)    | San Francisco 49ers (Vencedor da divisão West) |
| 3                   | Houston Texans (Vencedor da divisão South)      | New Orleans Saints (Vencedor da divisão South) |
| 4                   | Denver Broncos (Vencedor da divisão West)       | New York Giants (Vencedor da divisão East)     |
| 5                   | Pittsburgh Steelers                             | Atlanta Falcons                                |
| 6                   | Cincinnati Bengals                              | Detroit Lions                                  |

### Playoffs
|  |                                   |                                   |                                   |                 |                 |                               |                                  |                               |                                  |                                  |                                  |                                    |                                    |                                    |  |  |  |  |
|  | 8 de janeiro – MetLife Stadium    | 8 de janeiro – MetLife Stadium    | 8 de janeiro – MetLife Stadium    |                 |                 | 15 de janeiro – Lambeau Field | 15 de janeiro – Lambeau Field    | 15 de janeiro – Lambeau Field |                                  |                                  |                                  |                                    |                                    |                                    |  |  |  |  |
|  | 8 de janeiro – MetLife Stadium    | 8 de janeiro – MetLife Stadium    | 8 de janeiro – MetLife Stadium    |                 |                 | 15 de janeiro – Lambeau Field | 15 de janeiro – Lambeau Field    | 15 de janeiro – Lambeau Field |                                  |                                  |                                  |                                    |                                    |                                    |  |  |  |  |
|  | 8 de janeiro – MetLife Stadium    | 8 de janeiro – MetLife Stadium    | 8 de janeiro – MetLife Stadium    |                 |                 | 15 de janeiro – Lambeau Field | 15 de janeiro – Lambeau Field    | 15 de janeiro – Lambeau Field |                                  |                                  |                                  |                                    |                                    |                                    |  |  |  |  |
|  | 8 de janeiro – MetLife Stadium    | 8 de janeiro – MetLife Stadium    | 8 de janeiro – MetLife Stadium    |                 |                 | 15 de janeiro – Lambeau Field | 15 de janeiro – Lambeau Field    | 15 de janeiro – Lambeau Field |                                  |                                  |                                  |                                    |                                    |                                    |  |  |  |  |
|  | 5                                 | Atlanta                           | 2                                 |                 |                 | 15 de janeiro – Lambeau Field | 15 de janeiro – Lambeau Field    | 15 de janeiro – Lambeau Field |                                  |                                  |                                  |                                    |                                    |                                    |  |  |  |  |
|  | 5                                 | Atlanta                           | 2                                 | 4               | N.Y. Giants     | 37                            |                                  |                               |                                  |                                  |                                  |                                    |                                    |                                    |  |  |  |  |
|  | 4                                 | N.Y. Giants                       | 24                                | 4               | N.Y. Giants     | 37                            |                                  |                               | 22 de janeiro – Candlestick Park | 22 de janeiro – Candlestick Park | 22 de janeiro – Candlestick Park |                                    |                                    |                                    |  |  |  |  |
|  | 4                                 | N.Y. Giants                       | 24                                | 1               | Green Bay       | 20                            |                                  |                               | 22 de janeiro – Candlestick Park | 22 de janeiro – Candlestick Park | 22 de janeiro – Candlestick Park |                                    |                                    |                                    |  |  |  |  |
|  |                                   |                                   |                                   | 1               | Green Bay       | 20                            |                                  |                               | 22 de janeiro – Candlestick Park | 22 de janeiro – Candlestick Park | 22 de janeiro – Candlestick Park |                                    |                                    |                                    |  |  |  |  |
|  | NFC                               |                                   |                                   |                 |                 |                               |                                  |                               | 22 de janeiro – Candlestick Park | 22 de janeiro – Candlestick Park | 22 de janeiro – Candlestick Park |                                    |                                    |                                    |  |  |  |  |
|  | 7 de janeiro – Superdome          | 7 de janeiro – Superdome          | 7 de janeiro – Superdome          | 4               | N.Y. Giants     | 20*                           |                                  |                               |                                  |                                  |                                  |                                    |                                    |                                    |  |  |  |  |
|  | 7 de janeiro – Superdome          | 7 de janeiro – Superdome          | 7 de janeiro – Superdome          | 4               | N.Y. Giants     | 20*                           | 14 de janeiro – Candlestick Park |                               |                                  |                                  |                                  |                                    |                                    |                                    |  |  |  |  |
|  | 7 de janeiro – Superdome          | 7 de janeiro – Superdome          | 7 de janeiro – Superdome          |                 | 2               | San Francisco                 | 17                               |                               |                                  |                                  |                                  |                                    |                                    |                                    |  |  |  |  |
|  | 7 de janeiro – Superdome          | 7 de janeiro – Superdome          | 7 de janeiro – Superdome          |                 | 2               | San Francisco                 | 17                               |                               |                                  |                                  |                                  |                                    |                                    |                                    |  |  |  |  |
|  | 6                                 | Detroit                           | 28                                | Campeão da NFC  | Campeão da NFC  | Campeão da NFC                |                                  |                               |                                  |                                  |                                  |                                    |                                    |                                    |  |  |  |  |
|  | 6                                 | Detroit                           | 28                                | Campeão da NFC  | Campeão da NFC  | Campeão da NFC                | 3                                | New Orleans                   | 32                               |                                  |                                  |                                    |                                    |                                    |  |  |  |  |
|  | 3                                 | New Orleans                       | 45                                | Campeão da NFC  | Campeão da NFC  | Campeão da NFC                | 3                                | New Orleans                   | 32                               |                                  |                                  | 5 de fevereiro – Lucas Oil Stadium | 5 de fevereiro – Lucas Oil Stadium | 5 de fevereiro – Lucas Oil Stadium |  |  |  |  |
|  | 3                                 | New Orleans                       | 45                                | Campeão da NFC  | Campeão da NFC  | Campeão da NFC                | 2                                | San Francisco                 | 36                               |                                  |                                  | 5 de fevereiro – Lucas Oil Stadium | 5 de fevereiro – Lucas Oil Stadium | 5 de fevereiro – Lucas Oil Stadium |  |  |  |  |
|  | Playoffs de Wild Card             |                                   |                                   |                 |                 |                               | 2                                | San Francisco                 | 36                               |                                  |                                  | 5 de fevereiro – Lucas Oil Stadium | 5 de fevereiro – Lucas Oil Stadium | 5 de fevereiro – Lucas Oil Stadium |  |  |  |  |
|  | Playoffs de Divisão               |                                   |                                   |                 |                 |                               |                                  |                               |                                  |                                  |                                  | 5 de fevereiro – Lucas Oil Stadium | 5 de fevereiro – Lucas Oil Stadium | 5 de fevereiro – Lucas Oil Stadium |  |  |  |  |
|  | 7 de janeiro – Reliant Stadium    | 7 de janeiro – Reliant Stadium    | 7 de janeiro – Reliant Stadium    | N4              | N.Y. Giants     | 21                            |                                  |                               |                                  |                                  |                                  |                                    |                                    |                                    |  |  |  |  |
|  | 7 de janeiro – Reliant Stadium    | 7 de janeiro – Reliant Stadium    | 7 de janeiro – Reliant Stadium    | N4              | N.Y. Giants     | 21                            | 15 de janeiro – M&T Bank Stadium |                               |                                  |                                  |                                  |                                    |                                    |                                    |  |  |  |  |
|  | 7 de janeiro – Reliant Stadium    | 7 de janeiro – Reliant Stadium    | 7 de janeiro – Reliant Stadium    |                 | A1              | New England                   | 17                               |                               |                                  |                                  |                                  |                                    |                                    |                                    |  |  |  |  |
|  | 7 de janeiro – Reliant Stadium    | 7 de janeiro – Reliant Stadium    | 7 de janeiro – Reliant Stadium    |                 | A1              | New England                   | 17                               |                               |                                  |                                  |                                  |                                    |                                    |                                    |  |  |  |  |
|  | 6                                 | Cincinnati                        | 10                                | Super Bowl XLVI | Super Bowl XLVI | Super Bowl XLVI               |                                  |                               |                                  |                                  |                                  |                                    |                                    |                                    |  |  |  |  |
|  | 6                                 | Cincinnati                        | 10                                | Super Bowl XLVI | Super Bowl XLVI | Super Bowl XLVI               | 3                                | Houston                       | 13                               |                                  |                                  |                                    |                                    |                                    |  |  |  |  |
|  | 3                                 | Houston                           | 31                                | Super Bowl XLVI | Super Bowl XLVI | Super Bowl XLVI               | 3                                | Houston                       | 13                               |                                  |                                  | 22 de janeiro – Gillette Stadium   | 22 de janeiro – Gillette Stadium   | 22 de janeiro – Gillette Stadium   |  |  |  |  |
|  | 3                                 | Houston                           | 31                                | Super Bowl XLVI | Super Bowl XLVI | Super Bowl XLVI               | 2                                | Baltimore                     | 20                               |                                  |                                  | 22 de janeiro – Gillette Stadium   | 22 de janeiro – Gillette Stadium   | 22 de janeiro – Gillette Stadium   |  |  |  |  |
|  |                                   |                                   |                                   |                 |                 |                               | 2                                | Baltimore                     | 20                               |                                  |                                  | 22 de janeiro – Gillette Stadium   | 22 de janeiro – Gillette Stadium   | 22 de janeiro – Gillette Stadium   |  |  |  |  |
|  | AFC                               |                                   |                                   |                 |                 |                               |                                  |                               |                                  |                                  |                                  | 22 de janeiro – Gillette Stadium   | 22 de janeiro – Gillette Stadium   | 22 de janeiro – Gillette Stadium   |  |  |  |  |
|  | 8 de janeiro – Sports Auth. Field | 8 de janeiro – Sports Auth. Field | 8 de janeiro – Sports Auth. Field | 2               | Baltimore       | 20                            |                                  |                               |                                  |                                  |                                  |                                    |                                    |                                    |  |  |  |  |
|  | 8 de janeiro – Sports Auth. Field | 8 de janeiro – Sports Auth. Field | 8 de janeiro – Sports Auth. Field | 2               | Baltimore       | 20                            | 14 de janeiro – Gillette Stadium |                               |                                  |                                  |                                  |                                    |                                    |                                    |  |  |  |  |
|  | 8 de janeiro – Sports Auth. Field | 8 de janeiro – Sports Auth. Field | 8 de janeiro – Sports Auth. Field |                 | 1               | New England                   | 23                               |                               |                                  |                                  |                                  |                                    |                                    |                                    |  |  |  |  |
|  | 8 de janeiro – Sports Auth. Field | 8 de janeiro – Sports Auth. Field | 8 de janeiro – Sports Auth. Field |                 | 1               | New England                   | 23                               |                               |                                  |                                  |                                  |                                    |                                    |                                    |  |  |  |  |
|  | 5                                 | Pittsburgh                        | 23                                | Campeão da AFC  | Campeão da AFC  | Campeão da AFC                |                                  |                               |                                  |                                  |                                  |                                    |                                    |                                    |  |  |  |  |
|  | 5                                 | Pittsburgh                        | 23                                | Campeão da AFC  | Campeão da AFC  | Campeão da AFC                | 4                                | Denver                        | 10                               |                                  |                                  |                                    |                                    |                                    |  |  |  |  |
|  | 4                                 | Denver                            | 29                                | Campeão da AFC  | Campeão da AFC  | Campeão da AFC                | 4                                | Denver                        | 10                               |                                  |                                  |                                    |                                    |                                    |  |  |  |  |
|  | 4                                 | Denver                            | 29                                | Campeão da AFC  | Campeão da AFC  | Campeão da AFC                | 1                                | New England                   | 45                               |                                  |                                  |                                    |                                    |                                    |  |  |  |  |
|  |                                   |                                   |                                   |                 |                 |                               | 1                                | New England                   | 45                               |                                  |                                  |                                    |                                    |                                    |  |  |  |  |

## Prêmios

### Jogadores da Semana/Mês
| Semana/ Mês | Ataque Jogador da Semana/Mês | Ataque Jogador da Semana/Mês | Defensa Jogador da Semana/Mês | Defensa Jogador da Semana/Mês | Time de especialistas Jogador da Semana/Mês | Time de especialistas Jogador da Semana/Mês |
| Semana/ Mês | AFC                          | NFC                          | AFC                           | NFC                           | AFC                                         | NFC                                         |
| ----------- | ---------------------------- | ---------------------------- | ----------------------------- | ----------------------------- | ------------------------------------------- | ------------------------------------------- |
| 1           | Tom Brady                    | Aaron Rodgers                | Terrell Suggs                 | Brian Urlacher                | Sebastian Janikowski                        | Ted Ginn, Jr.                               |
| 2           | Tom Brady                    | Tony Romo                    | Antonio Cromartie             | Roman Harper                  | Josh Cribbs                                 | Jason Hanson                                |
| 3           | Darren McFadden              | Eli Manning                  | Ray Lewis                     | Ronde Barber                  | Rian Lindell                                | Dan Bailey                                  |
| Setembro    | Ryan Fitzpatrick             | Aaron Rodgers                | D'Qwell Jackson               | Sean Lee                      | Sebastian Janikowski                        | Jason Hanson                                |
| 4           | Arian Foster                 | Aaron Rodgers                | Jarret Johnson                | Brian Orakpo                  | Ryan Succop                                 | Devin Hester                                |
| 5           | Ben Roethlisberger           | Adrian Peterson              | George Wilson                 | Patrick Willis                | Sebastian Janikowski                        | Mason Crosby                                |
| 6           | Rashard Mendenhall           | Ahmad Bradshaw               | Darelle Revis                 | Kurt Coleman                  | Jacoby Ford                                 | Devin Hester                                |
| 7           | Arian Foster                 | Drew Brees                   | Brandon Flowers               | Lance Briggs                  | Josh Scobee                                 | Mason Crosby                                |
| 8           | Ben Roethlisberger           | LeSean McCoy                 | Derrick Johnson               | Cliff Avril                   | Brandon Tate                                | Robert Quinn                                |
| Outubro     | Arian Foster                 | Aaron Rodgers                | LaMarr Woodley                | Jared Allen                   | Joe McKnight                                | Devin Hester                                |
| 9           | Matt Moore                   | Aaron Rodgers                | David Harris                  | Mathias Kiwanuka              | Eddie Royal                                 | Patrick Peterson                            |
| 10          | Michael Bush                 | Larry Fitzgerald             | Andre Carter                  | Roman Harper                  | Marc Mariani                                | Devin Hester                                |
| 11          | Torrey Smith                 | Kevin Smith                  | Von Miller                    | Chris Clemons                 | Julian Edelman                              | Kealoha Pilares                             |
| 12          | Chris Johnson                | Drew Brees                   | Terrell Suggs                 | DeAngelo Hall                 | Sebastian Janikowski                        | Patrick Peterson                            |
| Novembro    | Tom Brady                    | Aaron Rodgers                | Connor Barwin                 | Julius Peppers                | Sebastian Janikowski                        | Patrick Peterson                            |
| 13          | Ray Rice                     | Cam Newton                   | Colin McCarthy                | David Hawthorne               | Antonio Brown                               | Tim Masthay                                 |
| 14          | Rob Gronkowski               | Matt Ryan                    | Terrell Suggs                 | Jason Pierre-Paul             | Matt Prater                                 | Doug Baldwin                                |
| 15          | Reggie Bush                  | Calvin Johnson               | Antwan Barnes                 | John Abraham                  | Ryan Succop                                 | Andy Lee                                    |
| 16          | Tom Brady                    | Drew Brees                   | Robert Mathis                 | Jason Pierre-Paul             | Richard Seymour                             | David Akers                                 |

| Semana | FedEx Air Jogador da Semana (Quarterbacks) | FedEx Ground Jogador da Semana (Running Backs) | Pepsi Novato da semana     |
| ------ | ------------------------------------------ | ---------------------------------------------- | -------------------------- |
| 1      | Tom Brady (NE)                             | LeSean McCoy (Phi)                             | WR Randall Cobb (GB)       |
| 2      | Matthew Stafford (Det)                     | Fred Jackson (Buf)                             | WR Denarius Moore (Oak)    |
| 3      | Joe Flacco (Bal)                           | Darren McFadden (Oak)                          | OL Stefen Wisniewski (Oak) |
| 4      | Aaron Rodgers (GB)                         | Matt Forté (Chi)                               | QB Cam Newton (Car)        |
| 5      | Aaron Rodgers (GB)                         | Adrian Peterson (Min)                          | LB Aldon Smith (SF)        |
| 6      | Aaron Rodgers (GB)                         | Frank Gore (SF)                                | LB Aldon Smith (SF)        |
| 7      | Aaron Rodgers (GB)                         | DeMarco Murray (Dal)                           | RB DeMarco Murray (Dal)    |
| 8      | Ben Roethlisberger (Pit)                   | LeSean McCoy (Phi)                             | DE Marcell Dareus (Buf)    |
| 9      | Aaron Rodgers (GB)                         | Willis McGahee (Den)                           | QB Andy Dalton (Cin)       |
| 10     | Tony Romo (Dal)                            | Michael Bush (Oak)                             | WR Denarius Moore (Oak)    |
| 11     | Matthew Stafford (Det)                     | Kevin Smith (Det)                              | WR Torrey Smith (Bal)      |
| 12     | Drew Brees (NO)                            | Beanie Wells (Ari)                             | QB Andy Dalton (Cin)       |
| 13     | Aaron Rodgers (GB)                         | Ray Rice (Bal)                                 | LB Colin McCarthy (Ten)    |
| 14     | Matt Ryan (Atl)                            | Marshawn Lynch (Sea)                           | QB T. J. Yates (Hou)       |
| 15     | Drew Brees (NO)                            | Reggie Bush (Mia)                              | QB Cam Newton (Car)        |
| 16     | Drew Brees (NO)                            | C. J. Spiller (Buf)                            | QB Cam Newton (Car)        |

| Mês      | Novato do Mês  | Novato do Mês |
| Mês      | Ataque         | Defensa       |
| -------- | -------------- | ------------- |
| Setembro | Cam Newton     | Ryan Kerrigan |
| Outubro  | Andy Dalton    | Aldon Smith   |
| Novembro | DeMarco Murray | Von Miller    |

### Prêmios durante a temporada regular
| Prêmio                                                     | Vencedor         | Posição     | Time                |
| ---------------------------------------------------------- | ---------------- | ----------- | ------------------- |
| AP Jogador Mais Valioso (MVP)                              | Aaron Rodgers    | Quarterback | Green Bay Packers   |
| AP Offensive Player of the Year (Jogador Ofensivo do Ano)  | Drew Brees       | Quarterback | New Orleans Saints  |
| AP Defensive Player of the Year (Jogador Defensivo do Ano) | Terrell Suggs    | Linebacker  | Baltimore Ravens    |
| AP Coach of the Year (Treinador do Ano)                    | Jim Harbaugh     | Treinador   | San Francisco 49ers |
| AP Offensive Rookie of the Year (Novato Ofensivo do Ano)   | Cam Newton       | Quarterback | Carolina Panthers   |
| AP Defensive Rookie of the Year (Novato Defensivo do Ano)  | Von Miller       | Linebacker  | Denver Broncos      |
| AP Comeback Player of the Year                             | Matthew Stafford | Quarterback | Detroit Lions       |
| Pepsi Rookie of the Year (Novato do Ano)                   | Cam Newton       | Quarterback | Carolina Panthers   |
| MVP do Super Bowl                                          | Eli Manning      | Quarterback | New York Giants     |

### All-pro team
| Ataque           | Ataque                                                      |
| ---------------- | ----------------------------------------------------------- |
| Quarterback      | Aaron Rodgers, Green Bay                                    |
| Running back     | Maurice Jones-Drew, Jacksonville LeSean McCoy, Philadelphia |
| Fullback         | Vonta Leach, Baltimore                                      |
| Wide receiver    | Calvin Johnson, Detroit Wes Welker, New England             |
| Tight end        | Rob Gronkowski, New England                                 |
| Offensive tackle | Jason Peters, Philadelphia Joe Thomas, Cleveland            |
| Offensive guard  | Carl Nicks, New Orleans Jahri Evans, New Orleans            |
| Center           | Maurkice Pouncey, Pittsburgh                                |

| Defensa            | Defensa                                                                                  |
| ------------------ | ---------------------------------------------------------------------------------------- |
| Defensive end      | Jared Allen, Minnesota Jason Pierre-Paul, N.Y. Giants                                    |
| Defensive tackle   | Haloti Ngata, Baltimore Justin Smith, San Francisco                                      |
| Outside linebacker | Terrell Suggs, Baltimore DeMarcus Ware, Dallas                                           |
| Inside linebacker  | Patrick Willis, San Francisco NaVorro Bowman, San Francisco Derrick Johnson, Kansas City |
| Cornerback         | Charles Woodson, Green Bay Darrelle Revis, N.Y. Jets                                     |
| Safety             | Troy Polamalu, Pittsburgh Eric Weddle, San Diego                                         |

| Kicker        | David Akers, San Francisco |
| Punter        | Andy Lee, San Francisco    |
| Kick returner | Patrick Peterson, Arizona  |